# Doug Jones (politico)
Gordon Douglas Jones, detto Doug (Fairfield, 4 maggio 1954), è un politico e avvocato statunitense, senatore per lo stato dell'Alabama dal 2018 al 2021.

## Biografia
Nato a Fairfield, Jones si laureò in legge ed intraprese la professione di avvocato e consulente legale, lavorando anche come collaboratore del senatore Howell Heflin.
Nel 1997 il Presidente Bill Clinton lo nominò United States Attorney per il distretto settentrionale dell'Alabama. In queste vesti contribuì a coordinare una task force federale per la cattura del terrorista Eric Rudolph, autore di un attentato a Birmingham e successivamente si spese a favore di un processo in Alabama prima dell'estradizione in Georgia, dove Rudolph si era reso responsabile dell'attentato durante le Olimpiadi di Atlanta.
Inoltre, perseguì penalmente due dei membri del Ku Klux Klan per un attentato del 1963 nel quale avevano perso la vita quattro adolescenti afroamericane, riuscendo a farli condannare all'ergastolo. Dopo la fine del suo mandato, Jones tornò a lavorare come avvocato nel settore privato.
Nel 2017 Jones annunciò la propria candidatura, come membro del Partito Democratico, nelle elezioni speciali che avrebbero assegnato il seggio del Senato lasciato vacante da Jeff Sessions, che era stato nominato procuratore generale degli Stati Uniti dal Presidente Donald Trump. Qualche mese prima, l'allora governatore dell'Alabama Robert J. Bentley aveva nominato come sostituto temporaneo di Sessions il repubblicano Luther Strange, con il compito di occupare il seggio fino a nuova elezione. In tale competizione, Strange figurò come candidato ma venne sconfitto nelle primarie repubblicane dall'ex magistrato ultraconservatore Roy Moore; Jones si aggiudicò invece la nomination dei democratici, ma una sua vittoria nelle elezioni generali venne bollata come assai improbabile in uno stato estremamente favorevole ai repubblicani come l'Alabama.

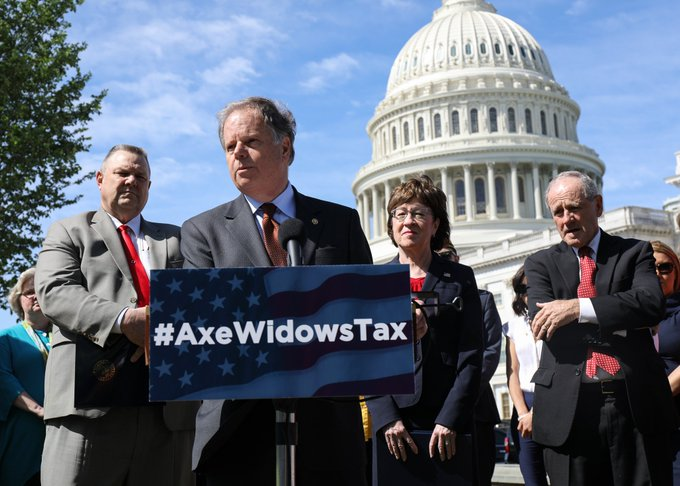
Jones parla a favore dell'eliminazione della tassa sulle vedove nel 2019

La campagna elettorale tuttavia si rivelò quanto mai combattuta, dal momento che Roy Moore finì al centro di una grossa controversia mediatica dopo essere stato accusato di molestie sessuali ai danni di ragazze minorenni. Moore rigettò tutte le numerose accuse, ma venne criticato da molti esponenti del suo partito, che lo invitarono ad abbandonare la competizione elettorale e a farsi sostituire da un altro candidato, mentre fu appoggiato dal Presidente Trump; il senatore repubblicano Jeff Flake, in polemica con Trump, dichiarò pubblicamente il proprio appoggio a Jones e contribuì con una donazione economica alla sua campagna elettorale.
La competizione elettorale assunse una grande importanza in quanto una vittoria di Jones avrebbe determinato un indebolimento della maggioranza repubblicana al Senato, nonché un danno per lo stesso Trump, spesosi personalmente a favore di Moore. Al termine della corsa, Jones riuscì a prevalere su Moore in quella che divenne una circostanza storica: l'Alabama, uno stato estremamente conservatore, non eleggeva un democratico al Senato da venticinque anni.
Nel 2020 si ricandidò per un mandato completo ma fu nettamente sconfitto dallo sfidante repubblicano Tommy Tuberville.

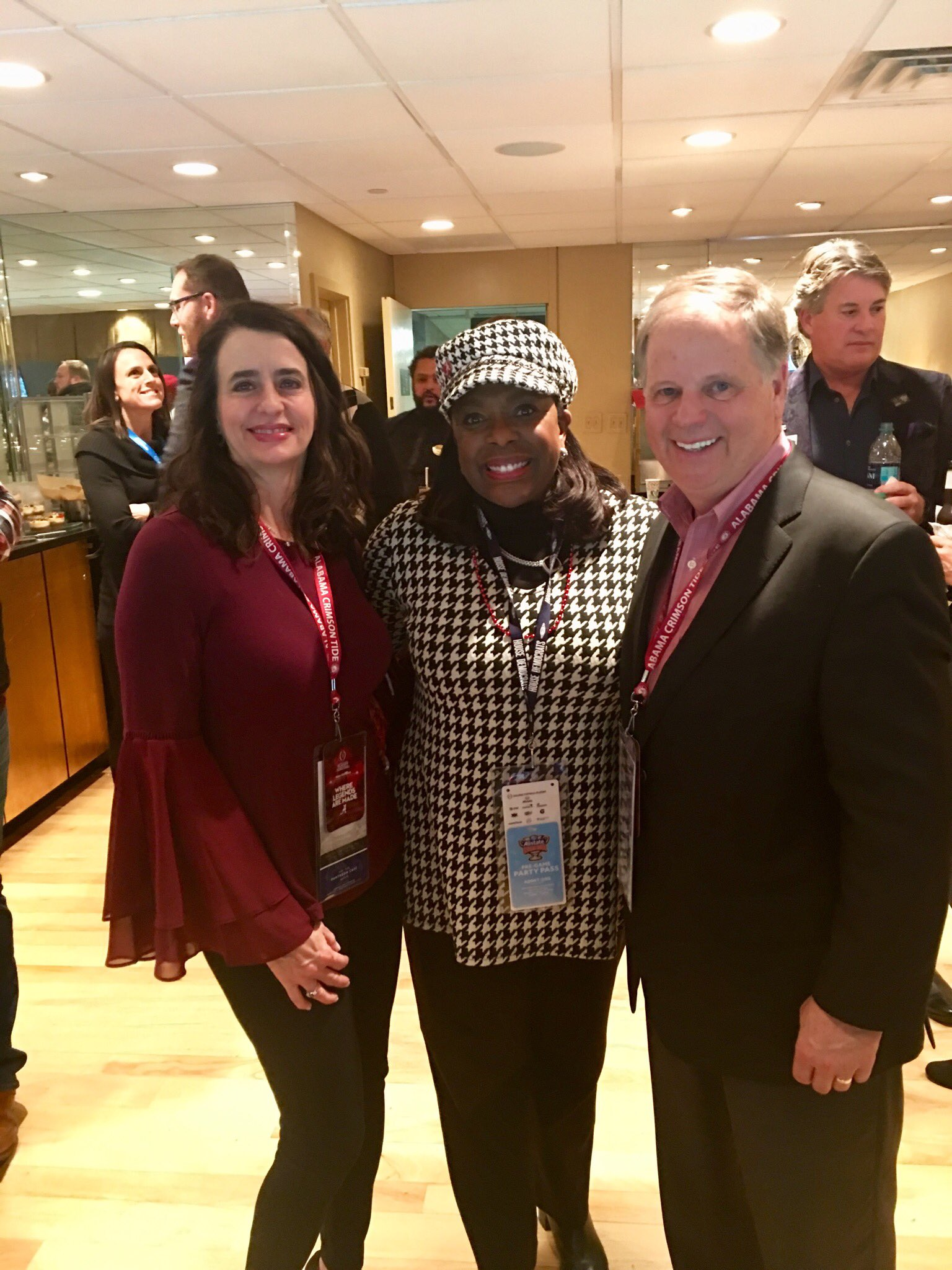
Doug e Louise Jones con Terri Sewell nel gennaio 2018

## Vita privata
Jones ha sposato Louise New il 12 dicembre 1992. Hanno tre figli.
Jones è membro della Chiesa metodista unita di Canterbury a Mountain Brook da oltre 33 anni. Fa anche parte dell'Advisory Board del Blackburn Institute, un programma di sviluppo della leadership e impegno civico presso l'Università dell'Alabama.